# فویشت
فویشت (به آلمانی: Feucht) یک شهر در آلمان است که در نورنبرگر لاند واقع شده‌است.